# Janet Malcolm
Janet Clara Malcolm, née Jana Klara Wienerová le 8 juillet 1934 et morte le 16 juin 2021, est une écrivaine américaine, journaliste au magazine The New Yorker et collagiste qui fuit les persécutions antisémites dans Prague occupée par les nazis juste avant qu'il ne devienne impossible d'y échapper. Elle est l'auteur de Psychoanalysis: The Impossible Profession (en) (1981), In the Freud Archives (1984) et Le journaliste et le meurtrier (en) (1990). Malcolm écrit fréquemment sur la psychanalyse et explore la relation entre journaliste et sujet. Elle est connue pour son style de prose et pour ses critiques polarisantes à l'égard de sa profession, en particulier dans son ouvrage le plus controversé, Le journaliste et le meurtrier (en), qui devient un incontournable des programmes d'études des écoles de journalisme.

## Jeunesse
Malcolm est née à Prague en 1934, l'une des deux filles (l'autre est l'auteure Marie Winn (en)), de Hanna (née Taussig) et de Josef Wiener (alias Joseph A. Winn), psychiatre,. Elle réside à New York après que sa famille juive ait émigré de Tchécoslovaquie en 1939, fuyant la persécution des Juifs par les nazis. Malcolm fait ses études à la High School of Music and Art, puis à l'Université du Michigan, où elle écrit pour le journal du campus, The Michigan Daily, et le magazine humoristique, The Gargoyle, éditant plus tard The Gargoyle.

## Carrière
Malcolm est une écrivaine littéraire de non-fiction connue pour son style de prose et son examen de la relation entre journaliste et sujet. Elle commence à travailler au New Yorker en 1963 dans les pages féminines, écrivant sur les achats de Noël et les livres pour enfants, ainsi qu'une chronique sur la décoration intérieure. Elle écrit ensuite sur la photographie pour le magazine. Elle passe au reportage en 1978, ce que Malcolm attribue à son arrêt du tabac dans un profil de Katie Roiphe en 2011 : « Elle commence à écrire de manière dense et idiosyncratique pour laquelle elle est maintenant connue lorsqu'elle a arrêté de fumer en 1978 : elle ne pouvait pas écrire sans cigarettes, alors elle a commencé à rapporter un long article d'information du New Yorker, sur la thérapie familiale, intitulé The One-Way Mirror. ». Sa préférence pour l'écriture à la première personne est influencée par son collègue new-yorkais Joseph Mitchell, et elle développe un intérêt pour la construction du sujet auctorial autant que pour les objets qu'il décrit, se rendant vite compte que « ce "je" est un personnage, tout comme les autres personnages dedans. Mais c'est une création. J'ai écrit quelque part : "la distinction entre le moi de l'écriture et le moi de votre vie est comme Superman et Clark Kent". ». Elle tourne cet intérêt vers la construction du récit à différents sujets, dont deux livres sur les couples (Gertrude Stein et Alice B. Toklas, et les poètes Sylvia Plath et Ted Hughes), un sur Anton Tchekhov, et le true crime et revient particulièrement à plusieurs reprises sur le sujet de la psychanalyse.
Malcolm est élue à l'Académie américaine des arts et des lettres en 2001. Ses papiers sont conservés à la Bibliothèque Beinecke de livres rares et manuscrits de l'Université Yale, qui acquis ses archives en 2013.

### Psychoanalysis: The Impossible Profession
En 1981, Malcolm publie un livre sur la profession psychanalytique moderne, suivant l'activité d'un psychanalyste auquel elle donne le pseudonyme « Aaron Green ». L'érudit de Freud, Peter Gay, écrit que « Psychoanalysis: The Impossible Profession, pleine d'esprit et méchante de Malcolm est saluée par les psychanalystes (avec justice) comme une introduction fiable à la théorie et à la technique analytiques. Elle a le rare avantage sur les textes plus solennels d'être à la fois drôle et informatif. »
Dans sa critique du New York Times de 1981, Joseph Edelson écrit que Psychoanalysis: The Impossible Profession « est un livre astucieux », faisant l'éloge de « l'œil vif de Malcolm pour les surfaces — vêtements, discours et meubles — qui expriment le caractère et le rôle social » (notant qu'elle est alors critique photo pour le New Yorker). Il ajoute : « Cela réussit parce qu'elle s'est instruite avec tant de soin dans la littérature technique. Surtout, cela réussit parce qu’elle a été capable d’engager Aaron Green dans un simulacre de rencontre psychanalytique – lui lui avouant, elle (je suppose) avec lui, les deux se sont joints dans un menuet complexe de révélation. ».
Le livre est finaliste au National Book Award for Nonfiction en 1982.

### In the Freud Archiveset le cas Masson
Les articles publiés par Malcolm dans The New Yorker et dans son livre ultérieur In The Freud Archives (1984) proposent, selon la jaquette du livre, « le récit d'une rencontre improbable, tragique/comique entre trois hommes ». Il s'agissait du psychanalyste Kurt R. Eissler, du psychanalyste Jeffrey Moussaieff Masson et du spécialiste indépendant de Freud Peter J. Swales. Le livre déclenche une contestation judiciaire de la part de Masson, l'ancien directeur de projet des Archives Sigmund Freud. Dans son procès de 1984, Masson affirme que Malcolm l'a diffamé en fabriquant des citations qu'elle lui attribue.
En août 1989, la Cour d'appel des États-Unis pour le neuvième circuit de San Francisco donne raison à un tribunal inférieur en rejetant une action en diffamation que Masson intente contre Malcolm, The New Yorker et Alfred A. Knopf.
Malcolm affirme que Masson se qualifie de « gigolo intellectuel ». Elle affirme également qu'il a déclaré vouloir transformer le domaine Freud en un havre de « sexe, de femmes et de plaisir » et affirme qu'il est, « après Freud, le plus grand analyste qui ait jamais vécu ». Malcolm n'est pas en mesure de produire tout le matériel contesté sur bande. L'affaire est partiellement jugée devant la Cour suprême, qui juge que l'affaire peut être jugée par jury.
Après une décennie de procédure, un jury tranche finalement en faveur de Malcolm le 2 novembre 1994 au motif que, que les citations soient authentiques ou non, davantage de preuves sont nécessaires pour se prononcer contre Malcolm.
En août 1995, Malcolm affirme avoir découvert un cahier égaré contenant trois des citations contestées, jurant « un affidavit sous peine de parjure selon lequel les notes étaient authentiques »

### Le journaliste et le meurtrier
Le livre de Malcolm de 1990, Le journaliste et le meurtrier, commence par la thèse suivante : « Tout journaliste qui n'est pas trop stupide ou trop imbu de lui-même pour remarquer ce qui se passe sait que ce qu'il fait est moralement indéfendable »
Son exemple est l'écrivain populaire de non-fiction Joe McGinniss (en). Tout en recherchant pour son livre de true crime, Fatal Vision, McGinniss vit avec l'équipe de défense du docteur Jeffrey R. MacDonald (en) pendant que celui-ci est jugé pour les meurtres de ses deux filles et de sa femme enceinte. Dans le reportage de Malcolm, McGinniss arrive rapidement à la conclusion que MacDonald est coupable, mais feint de croire en son innocence pour gagner sa confiance et accéder à l'histoire — étant finalement poursuivi en justice par MacDonald pour tromperie.
Le livre de Malcolm fait sensation lorsqu'en mars 1989 il parait en deux parties dans le magazine The New Yorker. Vivement critiqué lors de sa première publication, le livre reste controversé, même s'il est désormais considéré comme un classique, régulièrement confié aux étudiants en journalisme,,. Il se classe quatre-vingt-dix-septième dans la liste des « 100 meilleures œuvres de non-fiction » de la Modern Library du xxe siècle. Douglas McCollum écrit dans le Columbia Journalism Review : « Dans la décennie qui suit la parution de l'essai de Malcolm, sa théorie autrefois controversée devient une sagesse reçue »

### Autres livres
Dans Still Pictures: On Photography and Memory, publié à titre posthume, Malcolm écrit des croquis autobiographiques, commençant les chapitres à partir de photographies de famille.

## Réception
Le penchant de Malcolm pour les sujets controversés et sa tendance à insérer ses opinions dans le récit lui valent à la fois des admirateurs et des critiques. « S'appuyant fortement sur les techniques de la psychanalyse, elle sonde non seulement les actions et les réactions, mais aussi les motivations et les intentions ; elle poursuit l'analyse littéraire comme un drame policier et les batailles judiciaires comme des romans », écrit Cara Parks dans The New Republic en avril 2013. Parks loue le « style intensément intellectuel » de Malcolm ainsi que sa « netteté et sa créativité ».
Dans Esquire, Tom Junod décrit Malcolm comme « une haineuse dont le travail réussi à parler au nom de la haine de soi (sans parler des problèmes de classe) d'une profession qui a pour objectif d'être "l'une des professions" mais qui ne le sera jamais ». Junod la trouve dépourvue de « sympathie journalistique » et observe : « Très peu de journalistes sont plus animés par la méchanceté que Janet Malcolm ». Junod lui-même est cependant critiqué pour un certain nombre de duplicités journalistiques, notamment un article narquois dans Esquire qui dénonce l'acteur Kevin Spacey, ainsi qu'un faux profil tout aussi homophobe du chanteur Michael Stipe.
Katie Roiphe résume la tension entre ces points de vue polarisés en écrivant en 2011 : « Le travail de Malcolm occupe donc cet étrange territoire scintillant entre la controverse et l'establishment : elle est à la fois une grande dame du journalisme et toujours, d'une manière ou d'une autre, son enfant terrible. »
Charles Finch écrit en 2023 « il semble prudent de dire que les deux journalistes de longue date les plus importants que ce pays a produits dans la seconde moitié du siècle dernier étaient Joan Didion et Janet Malcolm. ».

## Vie privée
Malcolm rencontre son premier mari, Donald Malcolm, à l'Université du Michigan. Après avoir obtenu leur diplôme, ils deménagent à Washington, DC, où Malcolm révise occasionnellement des livres pour The New Republic avant de retourner à New York. Donald révise des livres pour The New Yorker dans les années 1950 et 1960 et est critique de théâtre. Ils ont eu une fille, Anne, en 1963. Donald Malcolm décède en 1975.
Le deuxième mari de Malcolm est Gardner Botsford, rédacteur en chef du New Yorker de longue date, un membre de la famille qui a initialement financé le New Yorker. Auteur de A Life of Privilege, Mostly: A Memoir, Botsford décède à 87 ans en septembre 2004.

## Décès
Le 16 juin 2021, Janet Malcolm décède d'un cancer du poumon à l'âge de 86 ans dans un hôpital de Manhattan.

## Ouvrages

### Non-fiction
- (en) Janet Malcolm, Psychoanalysis: The Impossible Profession, Jason Aronson, 1981 (ISBN 978-1-56821-342-2)
- (en) Janet Malcolm, In the Freud Archives, Alfred A. Knopf, 1984 (ISBN 0394538692)
- (en) Janet Malcolm, The Journalist and the Murderer, Alfred A. Knopf, 1990 (ISBN 978-0-394-58312-9)Traduit en français par Lazare Bitoun sous le titre Le journaliste et l'assassin, éditions du Sous-Sol, 2024  (ISBN 9782364687615).
- (en) Janet Malcolm, The Silent Woman: Sylvia Plath & Ted Hughes, Alfred A. Knopf, 1994 (ISBN 978-0-679-43158-9)Traduit en français par Jakuta Alikavazovic sous le titre La Femme silencieuse : Sylvia Plath et Ted Hughes, éditions du Sous-Sol, 2023  (ISBN 9782364685390).
- (en) Janet Malcolm, The Crime of Sheila McGough, Alfred A. Knopf, 1999 (ISBN 978-0-375-40508-2)
- (en) Janet Malcolm, Reading Chekhov: A Critical Journey, Random House, 2001 (ISBN 0-375-50668-3)
- (en) Janet Malcolm, Two Lives: Gertrude and Alice, Yale University Press, 2007 (ISBN 978-0-300-13771-2)
- (en) Janet Malcolm, Iphigenia in Forest Hills: Anatomy of a Murder Trial, Yale University Press, 2011 (ISBN 978-0-300-16883-9)
- (en) Janet Malcolm, Still Pictures: On Photography and Memory, Farrar, Straus and Giroux, 2023 (ISBN 978-0-374-60513-1)[36]

### Recueils d'essais
- (en) Janet Malcolm, Diana & Nikon: Essays on the Aesthetic of Photography, D. R. Godine, 1980 (ISBN 978-0-87923-273-3)
  - (en) Janet Malcolm, Diana & Nikon: Essays on Photography – Expanded Edition, Aperture, 1997 (ISBN 978-0-89381-727-5)
- (en) Janet Malcolm, The Purloined Clinic: Selected Writings, Knopf, 1992 (ISBN 978-0-679-41232-8)
- (en) Janet Malcolm, Forty-one False Starts: Essays on Artists and Writers, Farrar, Straus and Giroux, 2013 (ISBN 978-0-374-15769-2)
- (en) Janet Malcolm, Nobody's Looking at You: Essays, Farrar, Straus and Giroux, 2019 (ISBN 978-0-374-27949-3)

### Photographie
- (en) Janet Malcolm, Burdock, Yale University Press, 2008 (ISBN 978-0-300-12861-1)

## Récompenses et honneurs
- 1982 : Finaliste du National Book Award for Nonfiction pour Psychoanlysis: The Impossible Profession[17]
- 2001 : élection à l'Académie américaine des arts et des lettres[13]
- 2008 : Prix PEN/Jacqueline Bograd Weld pour la biographie, Two Lives: Gertrude and Alice[37]
- 2013 - Liste restreinte du National Book Critics Circle Award (Critique) pour Forty-One False Starts[38],[39]
- 2017 : Médaille d'or de l'Académie américaine des arts et des lettres pour les belles lettres et la critique[40]